# Сибиар
Сибиар — завод по производству бытовой химии, основанный в 1975 году. Предприятие расположено в Ленинском районе Новосибирска.

## История
Строительство предприятия началось в 1970 году. В 1975 году завод был введён в эксплуатацию и первоначально находился в ведении Министерства химической и нефтеперерабатывающей промышленности СССР.
13 февраля 2003 года во время отдыха в сауне, расположенной в центре Новосибирска, был убит выстрелом в голову генеральный директор «Сибиара» Сергей Филатов. Убийство было совершено председателем совета директоров «Сибиара» Владимиром Казачанским и директором фирмы-поставщика жести Борисом Белоглазовым. Незадолго до гибели Филатов узнал, что предприятие теряет крупные деньги, так как приобретает жесть по завышенным ценам у компаний-посредников, которые были подконтрольны Белоглазову и Казачанскому, и решил пересмотреть ранее заключённые сделки, после чего был убит.

## Деятельность
Завод изготавливает автокосметику, репелленты, антистатики, инсектициды, парфюмерно-косметические и чистящие средства и т. д.

## Финансовые показатели

### 2014
- выручка — 2,1 млрд ₽

### 2015
- выручка — 3 млрд ₽
- прибыль — 361,1 млн ₽[4]

## Руководители
- В. Н. Преображенский (1969—1988)
- В. Г. Фролов (1988—1996)
- С. С. Филатов (1996—2003)[1]
- В. В. Кушнир — генеральный директор